# Anapatetris
Anapatetris là một chi bướm đêm thuộc họ Gelechiidae.